# Albert Rafetraniaina
Albert Tokinirina Rafetraniaina (ur. 9 września 1996 w Ambohitrony) – madagaskarski piłkarz występujący na pozycji pomocnika w AS Bisceglie Calcio 1913.